# Måssjön, Uppland
Måssjön är en sjö i Österåkers kommun i Uppland och ingår i Norrtäljeån-Åkerströms kustområde. Sjön är 2,8 meter djup, har en yta på 0,029 kvadratkilometer och befinner sig 9,7 meter över havet.